# (3593) Osip
(3593) Osip (1981 EB20) – planetoida z pasa głównego asteroid okrążająca Słońce w ciągu 3,16 lat w średniej odległości 2,15 j.a. Odkrył ją Schelte Bus 2 marca 1981 roku.